# دختری از ریو
دختری از ریو (انگلیسی: The Girl from Rio) یک فیلم جاسوسی تخیلی به کارگردانی خسوس فرانکو است که در سال ۱۹۶۹ منتشر شد.

## بازیگران
- شرلی ایتون
- جرج سندرز
- ماریا رم
- والتر ریلا
- ریچارد وایلر
- الیسا مونتس

## External links
- دختری از ریو در بانک اطلاعات اینترنتی فیلم‌ها (IMDb)